# Un monde

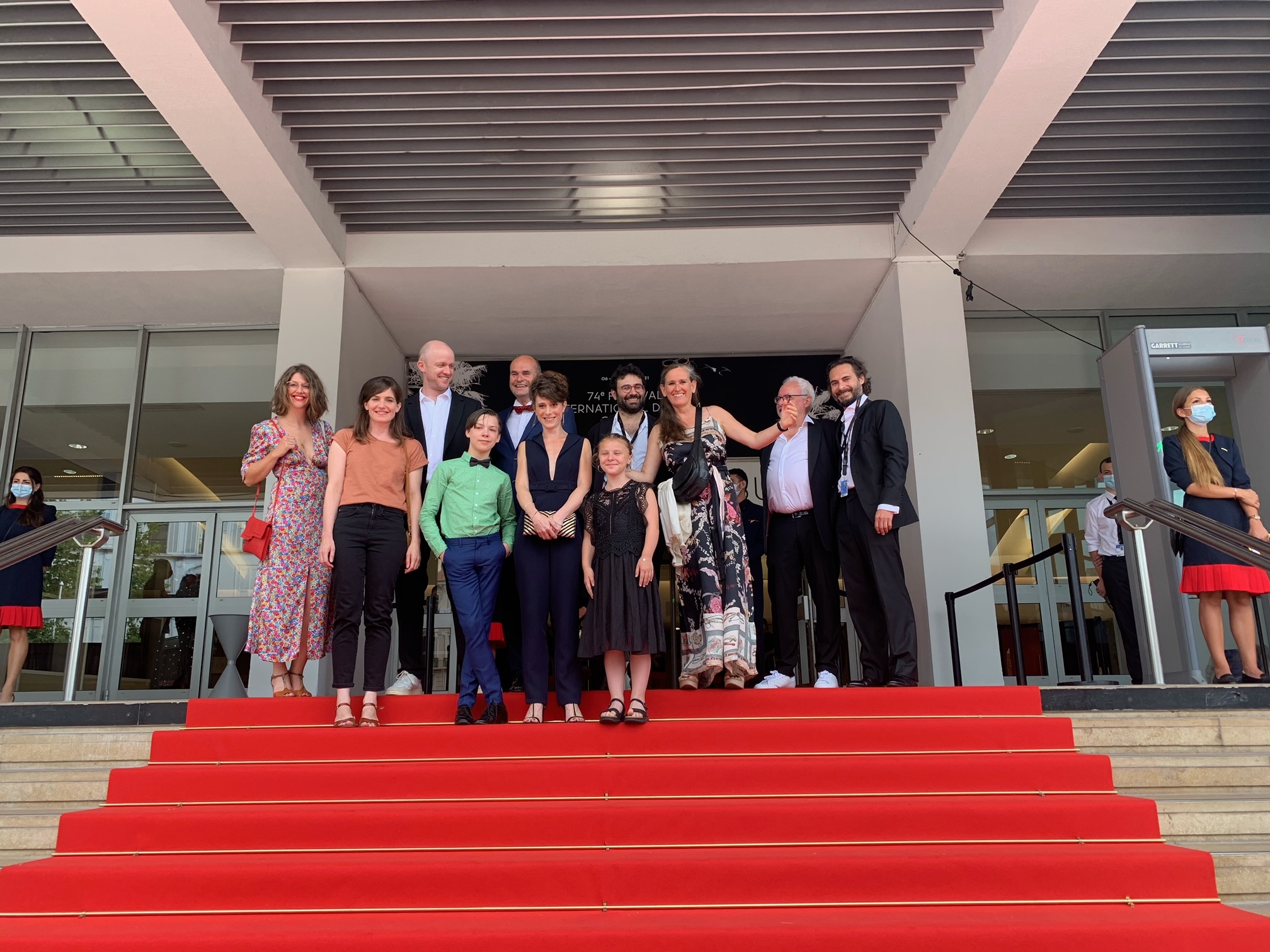
Laura Wandel, Maya Vanderbeque, Günter Duret, Laura Verlinden i l'equip de gravació d'Un monde a les escales de la sala Debussy de Canes.

Un monde és una pel·lícula dramàtica belga del 2021 dirigida per Laura Wandel. El juny de 2021, la pel·lícula va ser seleccionada per competir a la secció Un Certain Regard del Festival de Canes de 2021. A Canes, va guanyar el premi FIPRESCI de la mateixa secció. S'ha subtitulat al català.
Va rebre el premi André Cavens de l'Associació Belga de Crítics de Cinema. En els XI Premis Magritte, va ser nominada a deu categories i en va guanyar set, entre els quals la de millor primera pel·lícula i millor direcció. Va ser seleccionada com a entrada belga a la millor pel·lícula de parla no anglesa als 94ns Premis Oscar.

## Sinopsi
Una nena de set anys és testimoni de l'assetjament del seu germà gran. Tot i que ell li jura mantenir el secret, ella ho diu al seu pare i aviat també serà víctima d'assetjament escolar.

## Repartiment
- Maya Vanderbeque com a Nora
- Günter Duret com a Abel
- Karim Leklou com a Finnigan
- Laura Verlinden com a Agnes
- Lena Girard Voss com a Clémence
- Thao Maerten com a David